# George Carruthers

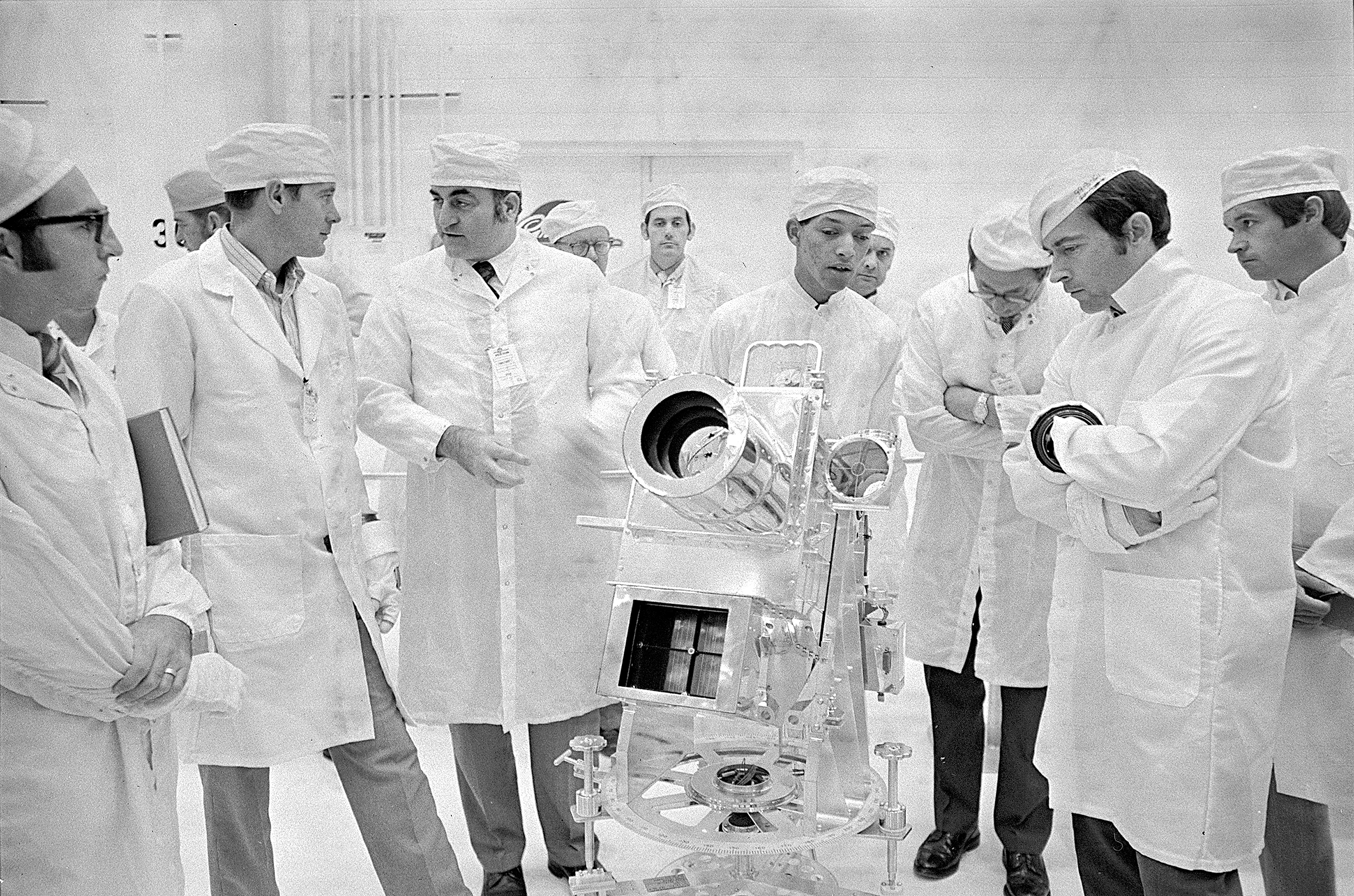
George Carruthers in der Mitte hinter seinem UV-Spektrographen für die Apollo-Mission. Er spricht mit dem Kommandanten von Apollo 16 John Young rechts auf dem Bild. Links von ihm Rocco Petrone, Direktor des Apollo-Programms, und links von diesem der Pilot der Mondfähre Charles Duke.

George Robert Carruthers (* 1. Oktober 1939 in Cincinnati, Ohio; † 26. Dezember 2020 in Washington, D.C.) war ein US-amerikanischer Physiker afroamerikanischer Ethnizität, der in den 1960er Jahren ein Pionier der Ultraviolett-Spektroskopie in Astronomie und Raumfahrt war.
Carruthers Vater war Bauingenieur beim US-Army Air Corps und ermunterte die naturwissenschaftliche Begabung seines Sohnes, der mit zehn Jahren sein erstes Teleskop baute. Mit zwölf Jahren verlor er seinen Vater und seine Mutter zog mit ihm nach Chicago. Carruthers studierte ab 1957 Physik und schließlich Flugzeug- und Raumfahrtingenieurwesen und promovierte 1964 an der University of Illinois at Urbana-Champaign. Zuvor erhielt er dort 1961 seinen Bachelor-Abschluss in Physik und 1962 seinen Master-Abschluss in Kerntechnik. Als Post-Doktorand war er am US Naval Research Laboratory (NRL) in Washington D.C. und wurde dort 1966 fest angestellt und forschte am E. O. Hurlburt Center for Space Research des NRL. Er entwickelte ein UV-Teleskop und UV-Spektrographen, der im April 1972 auf der Apollo 16 Mission auf dem Mond verwendet wurde und auch dort verblieb. Dieser untersuchte die Erdatmosphäre (Beobachtung von Polarlichtern und anderen Phänomenen in der Ionosphäre, von der Erdoberfläche aus gesehen wird dagegen die meiste UV-Strahlung absorbiert) und über 550 Sterne, Nebel und Galaxien (rund 200 UV-Photos). Eine zweite baugleiche Kamera wurde auf dem letzten Skylab-Flug 1973 benutzt zur Beobachtung des Kometen Kohoutek. Ab 1982 leitete er die Abteilung UV (Ultraviolette Strahlung) beim NRL. In den 1980er Jahren wurde sein Kamera für die Untersuchung des Halley-Kometen benutzt und 1991 baute er eine Kamera für eine Space-Shuttle Mission. Später gab er Kurse für Lehrer in Raumfahrtwissenschaft in Washington D.C. und lehrte ab 2002 an der Howard University.

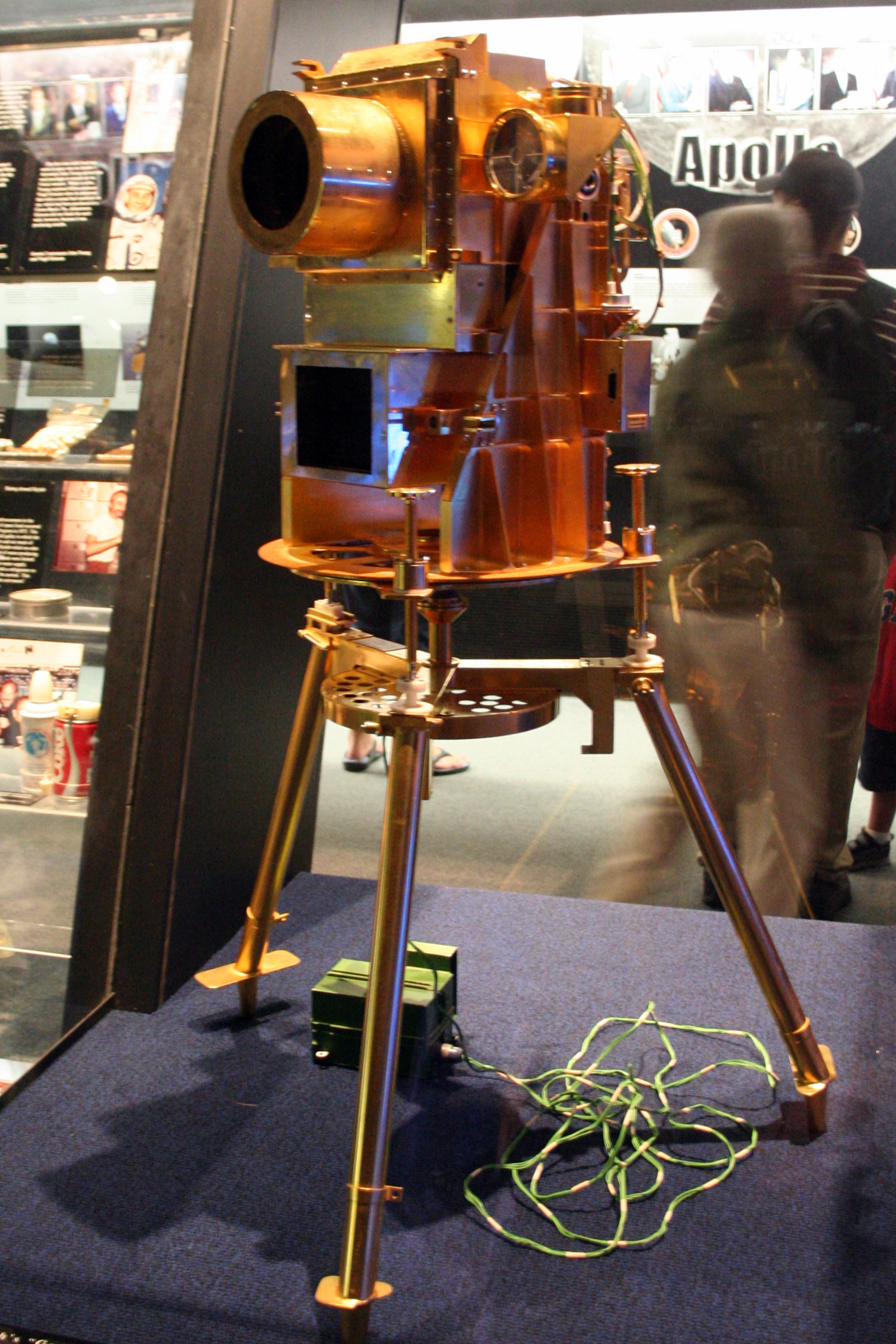
UV-Kamera von Carruthers im National Air and Space Museum

Er erhielt den Exceptional Scientific Achievement Award der NASA, 2011 die National Medal of Technology und er wurde in die National Inventors Hall of Fame aufgenommen.